# Jess Glynne
Jessica Hannah Glynne, née le 20 octobre 1989 dans le quartier londonien d'Hampstead, est une chanteuse et auteure-compositrice britannique, actuelle membre du label discographique Black Butter Records. Elle est principalement connue pour avoir chanté le single Rather Be du groupe Clean Bandit en 2014, qui atteint la première place des classements britanniques et irlandais et pour sa chanson Hold My Hand en 2015 qui réussit à atteindre la première place d'Official Charts.

## Carrière
En janvier 2014, Jess Glynne participe à l'enregistrement de la chanson Rather Be du groupe Clean Bandit. Elle atteint la première place des classements britanniques avec plus de 600 000 exemplaires vendus. Le 23 janvier 2014, la chanson fait son entrée dans les classements irlandais avec 163 000 exemplaires vendus. En février 2014, Jess met en ligne une vidéo de son titre Home produit par Bless Beats,. Elle participe au single My Love de Route 94, paru le 28 février 2014. Le 5 mars 2014, la chanson atteint la première place de l'Official Chart Update.

## Discographie

### Album
- I Cry When I Laugh (2015)
- Always In Between (2018)

### Singles
| Année | Titre                                                                  | Meilleure position | Meilleure position | Meilleure position | Meilleure position | Meilleure position | Meilleure position | Meilleure position | Meilleure position | Meilleure position | Meilleure position | Meilleure position | Certifications                      | Album                     |
| Année | Titre                                                                  | UK                 | AUS                | BEL (Vl)           | DAN                | FRA                | ALL                | IRL                | P-B.               | N-Z.               | ÉCO                | SUI                | Certifications                      | Album                     |
| ----- | ---------------------------------------------------------------------- | ------------------ | ------------------ | ------------------ | ------------------ | ------------------ | ------------------ | ------------------ | ------------------ | ------------------ | ------------------ | ------------------ | ----------------------------------- | ------------------------- |
| 2014  | Rather Be (Clean Bandit featuring Jess Glynne)                         | 1                  | 2                  | 2                  | 7                  | 2                  | 1                  | 1                  | 1                  | 2                  | 1                  | 2                  | - BPI : Platine - ARIA: 2 × Platine | New Eyes                  |
| 2014  | My Love (Route 94 featuring Jess Glynne)                               | 1                  | 20                 | 6                  | —                  | 35                 | 6                  | 12                 | 9                  | —                  | 1                  | 32                 | - BPI : Argent                      | NC                        |
| 2014  | Real Love (avec Clean Bandit)                                          | 2                  | 13                 | —                  | —                  | 170                | 2                  | 11                 | —                  | 35                 | 3                  | 37                 |                                     | I Cry When I Laugh        |
| 2015  | Hold My Hand                                                           | 1                  | 31                 | 63                 | —                  | 60                 | —                  | 9                  | 15                 | —                  | 1                  | —                  |                                     | I Cry When I Laugh        |
| 2015  | Not Letting Go (Tinie Tempah featuring Jess Glynne)                    | 1                  | 24                 | —                  | —                  | —                  | —                  | 8                  | 98                 | 31                 | —                  | —                  |                                     | Youth                     |
| 2015  | Don't Be So Hard On Yourself                                           | 1                  | 10                 | —                  | —                  | —                  | 46                 | 13                 | —                  | —                  | —                  | —                  |                                     | I Cry When I Laugh        |
| 2015  | Take Me Home                                                           | 6                  | —                  | —                  | —                  | —                  | 66                 | 10                 | 100                | —                  | —                  | 52                 |                                     | I Cry When I Laugh        |
| 2016  | Ain't Got Far To Go                                                    | 45                 | —                  | —                  | —                  | —                  | —                  | —                  | —                  | —                  | —                  | —                  |                                     | I Cry When I Laugh        |
| 2016  | If I Can't Have You                                                    | —                  | —                  | —                  | —                  | 104                | —                  | —                  | —                  | —                  | —                  | —                  |                                     | Saturday Night Fever 2017 |
| 2018  | These Days (Rudimental featuring Jess Glynne, Macklemore & Dan Caplen) | 1                  | 2                  | -                  | 3                  | 15                 | 3                  | 2                  | 10                 | 4                  | -                  | 2                  |                                     | Toast to Our Differences  |
| 2018  | Mind On It (Yungen featuring Jess Glynne)                              | 47                 | —                  | —                  | —                  | —                  | —                  | —                  | —                  | —                  | —                  | —                  |                                     | NC                        |
| 2018  | I'll Be There                                                          | 1                  | 48                 | —                  | —                  | —                  | 92                 | 8                  | —                  | —                  | —                  | 66                 |                                     | Always In Between         |

### Vidéoclips
| Année | Titre                                         | Réalisateur   |
| ----- | --------------------------------------------- | ------------- |
| 2014  | Home                                          | Jo'lene Henry |
| 2014  | Right Here                                    |               |
| 2014  | Rather Be (Clean Bandit ft. Jess Glynne)      |               |
| 2014  | My Love (Route 94 ft. Jess Glynne)            |               |
| 2014  | Real Love (Clean Bandit ft. Jess Glynne)      |               |
| 2015  | Hold My Hand                                  |               |
| 2015  | Not Letting Go (Tinie Tempah ft. Jess Glynne) |               |
| 2015  | Don't Be So Hard On Yourself                  |               |
| 2015  | Take Me Home                                  |               |